# Gökçebey
Gökçebey là một huyện thuộc tỉnh Zonguldak, Thổ Nhĩ Kỳ. Huyện có diện tích 189 km² và dân số thời điểm năm 2007 là 23585 người, mật độ 125 người/km².